# Rhytidothorax perhispidus
Rhytidothorax perhispidus är en stekelart som först beskrevs av De Santis 1964.  Rhytidothorax perhispidus ingår i släktet Rhytidothorax och familjen sköldlussteklar. Inga underarter finns listade i Catalogue of Life.